# Tees Toh
Tees Toh es un lugar designado por el censo ubicado en el condado de Navajo en el estado estadounidense de Arizona. En el Censo de 2010 tenía una población de 448 habitantes y una densidad poblacional de 10,17 personas por km².

## Geografía
Tees Toh se encuentra ubicado en las coordenadas 35°29′10″N 110°24′20″O / 35.48611, -110.40556. Según la Oficina del Censo de los Estados Unidos, Tees Toh tiene una superficie total de 44.04 km², de la cual 44.04 km² corresponden a tierra firme y (0.01%) 0 km² es agua.

## Demografía
Según el censo de 2010, había 448 personas residiendo en Tees Toh. La densidad de población era de 10,17 hab./km². De los 448 habitantes, Tees Toh estaba compuesto por el 1.34% blancos, el 0% eran afroamericanos, el 96.65% eran amerindios, el 0% eran asiáticos, el 0% eran isleños del Pacífico, el 0% eran de otras razas y el 2.01% pertenecían a dos o más razas. Del total de la población el 2.23% eran hispanos o latinos de cualquier raza.